# Stranka generacij
Stranka generacij (kratica SG) je slovenska politična stranka, ki je nastala z združitvijo Demokratične stranke upokojencev Slovenije (DeSUS) in Dobre države (DD). Združitveni kongres je potekal 17. maja 2025 v Radomljah. Predsednik stranke je Vlado Dimovski.

## Ozadje
Zunajparlamentarni stranki DeSUS in Dobra država sta že 2024 skupaj nastopili na volitvah v evropski parlament. Skupna lista, katere nosilec je bil dolgoletni novinar Uroš Lipušček, je zbrala 14.988 oz. 2,22 % glasov. Kmalu po volitvah je bil za novega predsednika izvoljen Vlado Dimovski, ki si je zadal cilj vrnitve stranke v parlament. V luči tega je začel pogovore z Dobro državo in aprila 2025 uradno napovedal spojitev.
Na ustanovnem kongresu Stranke generacij dne 17. maja je bil Dimovski izvoljen za predsednika, dotedanji vodja Dobre države Smiljan Mekicar pa je postal podpredsednik. Novoizvoljeni predsednik je v nagovoru dejal, da so se združili z vizijo, da povežejo generacije med seboj, saj da zavzemanje samo za pravice ene od generacij ni dovolj.
V nadaljevanju naj bi se Stranki generacij pripojila še Stranka mladih - Zeleni Evrope (SMS Zeleni).

## Organi stranke
- Predsednik stranke: Vlado Dimovski
- Podpredsedniki stranke: Smiljan Mekicar, Darinka Mravljak, Marko Bandelli
- Predsednik sveta: TBA
- Generalni sekretar: TBA